# Reserva Sapiranga
A Reserva Ecológica da Sapiranga fica localizada no município de Mata de São João, Bahia, a dois quilômetros de Praia do Forte e a 80 quilômetros de Salvador. Abriga 600 hectares de Mata Atlântica. O lugar é um santuário ecológico, lar de diversas espécies animais e vegetais, ainda sem uma catalogação definitiva acerca da ocorrência.
Tem este nome porque dentro da sua área possui um rio denominado Rio Sapiranga, que na língua tupi quer dizer "olho vermelho", Sa significando olho e Piranga, vermelho. Este nome é dado pelo motivo do rio possuir em suas águas uma coloração avermelhada, devido à alta concentração de ferro.

## História
Fazendo parte da sesmaria de Garcia d'Ávila, na qual construiu a sua casa da torre, a reserva sofreu com o desmatamento da mata nativa para a criação de gado e a monocultura de coco, sendo ao longo do tempo virado uma fazenda, sendo renomeada para Tapera, porque as casas foram construídas de barro.
A fazenda foi comprada em 1970 pelo alemão Klaus Peters, fundador e ex-presidente da Fundação Garcia d'Ávila (FGD), instituição a quem doou as terras e que atualmente é responsável pela manutenção, execução de ações de monitorização e educação ambiental, incentivo ao ecoturismo especializado e à pesquisa científica no seu interior e arredores.
A reserva foi inserida na área de proteção ambiental (APA) Litoral Norte do Estado da Bahia, a partir do Decreto Estadual nº 1.046, de 17 de março de 1992, e definida como zona de proteção rigorosa, pelo Zoneamento Ecológico-Econômico (ZEE), um dos instrumentos da Política Nacional e Estadual de Meio Ambiente (Lei Federal nº 6.938, de 31 de agosto de 1981 e Lei Estadual nº 10.431, de 20 de dezembro de 2006), que tem como finalidade o ordenamento territorial. O intuito do ZEE é induzir o desenvolvimento econômico de forma planejada, compatível e sustentável com as potencialidades do patrimônio ambiental e sociocultural de determinado espaço geográfico. Atualmente se caracteriza por ser uma floresta atlântica secundária em recuperação.

## Bioma
Por ser uma área de densa vegetação de Mata Atlântica, na reserva pode ser encontrado vários tipos de plantas e animais nativos (alguns ainda sem catalogação), além de ser banhado por rios. Em relação à fauna, são encontrados preguiça-de-coleira, ouriço-caixeiro, sagui-de-tufos-brancos, tamanduá-mirim, entre outras espécies. Em relação à flora, há sucupira,  angelim, embaúba, gameleira, licuri, piaçava, ipê-amarelo, pau-brasil, entre outras espécies.
Na reserva Sapiranga encontram-se 3 rios, a saber
- Rio Pojuca — caudaloso, de águas calmas, excelente para o banho (divisor entre os municípios de Camaçari (na localidade de Barra do Pojuca) com Mata de São João (na localidade de Praia do Forte).
- Rio Terebu — é a foz do Rio Sapiranga, origem da cascata que encanta os visitantes da reserva e também compõe um braço de manguezal
- Rio Sapiranga — Possui  nascente na própria reserva

Em algum lugar, Sapiranga e Terebu se encontram e correm juntos até desaguar no Rio Pojuca, o qual desemboca no Oceano Atlântico, na Praia de Itacimirim.